# QT延長症候群
QT延長症候群（QTえんちょうしょうこうぐん、long QT syndrome; LQTS）は、心臓の収縮後の再分極の遅延がおき、心室頻拍（Torsades de Pointes:TdP、心室性不整脈の一種）のリスクを増大させる心臓疾患である。

## 概要
心臓の収縮後の再分極の遅延によって生じる心室頻拍は動悸、失神や心室細動による突然死につながる可能性がある。症状は、条件のサブタイプに応じて、様々な刺激によって誘発される。心臓に器質的疾患を持たないにもかかわらず、心電図上でQT時間の延長を認める病態である。QT時間が0.46秒以上、またはRR間隔で補正したQTc時間では0.44秒以上である場合を指す。Torsades de pointes（TdP）と呼ばれる心室頻拍を惹起することがある。より簡略にはT波の終点がRRの中点を越えていれば明らかにQTの延長とする。この方法はスクリーニング診察時に用いることがある。
QT 時間の RR 間隔による補正式として、
Bazett の式
{\displaystyle QT_{c}=QT/{\sqrt {RR}}}
がある。
また、QT 時間の正常値を出す回帰式として、
Heggliu-Holzman の式
{\displaystyle QT=0.39{\sqrt {RR}}\pm 0.04\,\mathrm {sec} }
がある。

## 分類

### 先天性QT延長症候群
先天性QT延長症候群では、無治療の場合は40歳までに半数以上の患者で心イベントが発生し、また初回イベントとして突然死あるいは心停止に至る例も5%未満ではあるが存在するといわれている。多くは遺伝性（家族性）であり、安静時からQT間隔が延長していることが多い。
日本における有病率は、1か月健診時の心電図スクリーニングによって 0.09%（4285例中4例）と見積もられた。
Naチャンネル、Kチャンネルの遺伝子に変異を認めることがある。ブルガダ症候群の原因遺伝子と重複している場合が多い。

### 後天性QT延長症候群
電解質異常、薬剤性（副作用）が原因となる。
薬剤性の例として、抗ヒスタミン薬とマクロライドの併用、キノロン系、抗精神病薬など。
2008年から開始された、薬物誘発性QT延長の非臨床試験データベースにより、幅広く情報が集められた。
QT延長を来す可能性がある薬物に関しては、CredibleMedsのウェブサイトで検索できる。
薬物への反応には個人差があり、後天性QT延長症候群の症例においても KCNQ1, KCNH2, SCN5A などの遺伝子変異が続々と報告されている。
ここに挙げた遺伝子変異は、いずれも先天性QT延長症候群の原因遺伝子として知られている。

## 問診・検査
- 現病歴・既往歴 -- 失神発作や難聴
- 家族歴 -- 突然死、失神発作
- 服薬歴 -- マクロライド系薬剤、抗真菌剤、抗ウイルス剤、抗ヒスタミン剤など。
- 心電図
- アドレナリン負荷試験
  - アドレナリン0.1µg/kgの急速静脈注射に引き続き0.1µg/kg/minの持続点滴
  - 潜在性LQTSの診断に有用である[8]。

### Schwartzの診断基準[9]
| 基準項目   | 基準項目                            | 基準項目                            | 点数 |
| ---------- | ----------------------------------- | ----------------------------------- | ---- |
| 心電図所見 | QT(QTc)時間の延長                   | QTc ≧ 480msec                       | 3    |
| 心電図所見 | QT(QTc)時間の延長                   | 460 - 479msec                       | 2    |
| 心電図所見 | QT(QTc)時間の延長                   | 450 - 459msec（男性）               | 1    |
| 心電図所見 | 運動負荷後4分のQTc                  | ≧ 480msec                           | 1    |
| 心電図所見 | Torsade de pointes                  | Torsade de pointes                  | 2    |
| 心電図所見 | T波交互脈(交代性T波)                | T波交互脈(交代性T波)                | 1    |
| 心電図所見 | 結節性T波（Notched T波, 3誘導以上） | 結節性T波（Notched T波, 3誘導以上） | 1    |
| 心電図所見 | 徐脈                                | 徐脈                                | 0.5  |
| 臨床症状   | 失神                                | ストレスに伴う失神発作              | 2    |
| 臨床症状   | 失神                                | ストレスに伴わない失神発作          | 1    |
| 臨床症状   | 先天性聾(ろう)                      | 先天性聾(ろう)                      | 0.5  |
| 家族歴     | 確実なLQTの家族歴                   | 確実なLQTの家族歴                   | 1    |
| 家族歴     | 30歳未満での突然死の家族歴          | 30歳未満での突然死の家族歴          | 0.5  |

診断確実：点数合計 ≧ 4点

疑診：点数合計 2 - 3点

可能性が低い：点数合計 ≦ 1点

## 治療
先天性QT延長症候群では、交感神経興奮が心室頻拍を誘発すると考えられているため、β-ブロッカーが第一選択薬となる。またカテコールアミン分泌を誘発しないよう運動制限もあわせて行われる。